# Resolutie 2134 Veiligheidsraad Verenigde Naties
Resolutie 2134 van de Veiligheidsraad van de Verenigde Naties werd op 28 januari 2014 unaniem aangenomen door de VN-Veiligheidsraad. De Veiligheidsraad verlengde het VN-kantoor in de Centraal-Afrikaanse Republiek met een jaar, paste het mandaat aan en breidde ook de sancties tegen een aantal personen in dat land uit. Ook kreeg de Europese Unie toestemming voor een operatie in het land.

## Achtergrond
Al sedert de onafhankelijkheid van Frankrijk in 1960 wordt de CAR geplaagd door staatsgrepen en geweld. Toen rebellen in 2003 de macht grepen begonnen drie onder de naam Unie van Democratische Krachten voor Eenheid (UFDR) verenigde rebellenbewegingen een oorlog tegen hen. In 2007 werd een vredesakkoord getekend en in 2009 vormden ze samen een regering. Eind 2012 brak opnieuw rebellie uit; deze keer tegen een coalitie van groeperingen die zich Sekela-coalitie noemde, en bestond uit de UFDR, de Conventie van Patriotten voor Gerechtigheid en Vrede (CPJP) en een aantal kleinere bewegingen. De regering vroeg internationale hulp, maar dit werd geweigerd. Op 11 januari 2013 werd een vredesakkoord getekend waarbij de eerste minister werd vervangen door een oppositielid. Op 24 maart 2013 had een coalitie van rebellen genaamd Seleka de macht gegrepen, wat internationaal veroordeeld werd. Dus werd een overgangsraad opgericht die het land tijdelijk moest besturen. Onderwijl vergleed de CAR in chaos en had de overheid buiten de hoofdstad geen enkel gezag meer.

## Inhoud

### Waarnemingen
De situatie in de Centraal-Afrikaanse Republiek bleef verslechteren. Ordehandhaving was er niet meer en er werden moorden en brandstichtingen gepleegd met religieuze motieven. Onder andere een aanval in de hoofdstad Bangui waarbij meer dan duizend doden vielen werd veroordeeld. Honderdduizenden mensen waren op de vlucht. De situatie zorgde voor een uitbraak van geweld tussen Christenen en Moslims. Ook werden de mensenrechten op grote schaal met de voeten getreden door voormalige Seleka-strijders en milities; in het bijzonder de zogenaamde Anti-Balaka.
Inmiddels was de CAR geschorst door het Kimberley-Proces, waardoor het land geen ruwe diamant meer kon verhandelen. Ook was de koning van Marokko aangesteld als voorzitter van de Vredesopbouwcommissie voor de CAR. Marokko had ook een bewakingseenheid gestuurd.
Verder werden de AU-landen die deelnamen aan de MISCA-vredesmacht en Frankrijk dat troepen had in de CAR bedankt voor hun acties om de bevolking te beschermen volgend op resolutie 2127. Ook de Europese Unie werd bedankt voor haar beslissing om MISCA financieel te ondersteunen en eventueel ook een ondersteunende operatie op te zetten.

### Handelingen
Het mandaat van het BINUCA-kantoor werd verlengd tot 31 januari 2015 en werd als volgt aangepast:
a. Het politieke overgangsproces ondersteunen,
b. De noodhulpverlening mee coördineren,
c. Het staatsbestel mee herstellen en ondersteunen,
d. De veiligheidssituatie mee stabiliseren,
e. Meer toezicht houden op de mensenrechten,
f. De experts die toezien op het wapenembargo ondersteunen,
g. De internationale inspanningen coördineren.
Het kantoor moest ook meer middelen en personeel krijgen.
Er werd ook besloten om een reisverbod op te leggen tegen personen die door een daartoe opgericht comité werden aangeduid. Geen enkel land mocht deze personen toelaten op het grondgebied. Ook moesten hun fondsen en middelen worden bevroren. Verder werd ook het wapenembargo met een jaar verlengd, alsook het comité dat erop toezag.
Ten slotte kreeg de Europese Unie toestemming voor een operatie van zes maanden naar de CAR. Landen werden gevraagd hun medewerking te verlenen en de overgangsregering in de CAR om zo snel mogelijk een Status of forces-akkoord te sluiten.

## Verwante resoluties
- Resolutie 2121 Veiligheidsraad Verenigde Naties (2013)
- Resolutie 2127 Veiligheidsraad Verenigde Naties (2013)
- Resolutie 2196 Veiligheidsraad Verenigde Naties (2015)
- Resolutie 2262 Veiligheidsraad Verenigde Naties (2016)

Lijst ·  2133 ·  2134 ·  2135 ·  2136 ·  2137 ·  2138 ·  2139 ·  2140 ·  2141 ·  2142 ·  2143 ·  2144 ·  2145 ·  2146 ·  2147 ·  2148 ·  2149 ·  2150 ·  2151 ·  2152 ·  2153 ·  2154 ·  2155 ·  2156 ·  2157 ·  2158 ·  2159 ·  2160 ·  2161 ·  2162 ·  2163 ·  2164 ·  2165 ·  2166 ·  2167 ·  2168 ·  2169 ·  2170 ·  2171 ·  2172 ·  2173 ·  2174 ·  2175 ·  2176 ·  2177 ·  2178 ·  2179 ·  2180 ·  2181 ·  2182 ·  2183 ·  2184 ·  2185 ·  2186 ·  2187 ·  2188 ·  2189 ·  2190 ·  2191 ·  2192 ·  2193 ·  2194 ·  2195